# Florsheim Shoes
Florsheim Shoes er et amerikansk skofirma, der blev grundlagt i 1892 under navnet Florsheim & Co. af Milton S. Florsheim. Han og hans far Sigmund Florsheim fremstillede de første sko i Chicago. Da den store depression startede havde selskabet 2.500 ansatte, 5 fabrikker, 71 butikker og der var 9000 forhandlere.
Michael Jackson har båret sko fra Florsheim til sin dansekoreografi. Han bar modellerne Como og Como Imperial, hvor han fik monteret læderhæle.
Borgmesteren i Middleton, Connecticut, Ben Florsheim, er direkte efterkommer af Milton S. Florsheim.